# Морозов, Арсений Абрамович
Арсе́ний Абра́мович Моро́зов  (1873—1908/1909) — потомственный почётный гражданин, пайщик Товарищества Тверской мануфактуры, владелец знаменитого особняка на Воздвиженке.

## Биография
Происходил из купеческой династии Морозовых. В семейном бизнесе он никакого участия не принимал: делами «Товарищества Тверской мануфактуры» занималась его мать и старший брат Иван. Арсений же был известен в Москве лишь как кутила, красавец и прожигатель жизни. Помимо этого он был собаководом и страстным охотником.
Учился он в 3-й Московской гимназии, откуда перешёл в 1891 году в Московское реальное училище, из которого был выпущен на следующий год. В 1893 году он стажировался в Англии. Много путешествовал по Европе, посещал выставки. Неизгладимое впечатление на Арсения Морозова произвёл португальский дворец Пена в Синтре, построенный в середине XIX века, и по возвращении в Москву на участке, подаренном ему матерью Варварой Алексеевной к 25-летию, Арсений Морозов решил построить дом-замок в испано-мавританском стиле. Проект особняка на Воздвиженке разрабатывал его товарищ Виктор Мазырин. В течение трёх лёт (1897—1899) было построено здание с причудливыми формами и затейливым декором.
Жизнь Арсения Морозова оборвалась нелепо. Однажды, находясь в Твери, на одной из семейных фабрик, Арсений Морозов поспорил с приятелями, что сможет прострелить себе ногу и не почувствует боли благодаря силе духа, которая выработалась с помощью эзотерических техник Мазырина; выстрелив себе в ногу и не показав признаков боли, он выиграл спор, однако необработанная рана привела к заражению крови, и Арсений Морозов скончался через три дня 24 декабря 1908 (6 января 1909) года в возрасте 35 лет.
Был женат на племяннице А. Ф. Федотова Вере Сергеевне Федотовой (1883—1944). У них родилась дочь Ирина, но брак не сложился; супруги разъехались, и впоследствии Вера Сергеевна вышла замуж за известного певца, профессора Франца Наваля.